# Nasusina minuta
Nasusina minuta là một loài bướm đêm trong họ Geometridae.